# La cosa en el umbral
La cosa en el umbral (título original en inglés: The Thing on the Doorstep) es una historia corta de terror del escritor estadounidense H. P. Lovecraft, formando parte del universo de los mitos de Cthulhu. Fue escrita en agosto de 1933 y publicada por primera vez en la edición de enero de 1937 de Weird Tales.

## Argumento
El relato nos habla de Edward Derby, un extraño nigromante casado ya mayor con una mujer tan bella como misteriosa, Asenath. El narrador se dedicará a desgranar la personalidad de Edward y a explicarnos los motivos de su boda y su paulatina degradación física y psicológica.
Por primera vez en Lovecraft, el protagonismo recae en un personaje femenino, auténtica protagonista activa del cuento.